# Liste der Baudenkmäler in Münsterhausen
Auf dieser Seite sind die Baudenkmäler in dem schwäbischen Markt Münsterhausen zusammengestellt. Diese Tabelle ist eine Teilliste der Liste der Baudenkmäler in Bayern. Grundlage ist die Bayerische Denkmalliste, die auf Basis des Bayerischen Denkmalschutzgesetzes vom 1. Oktober 1973 erstmals erstellt wurde und seither durch das Bayerische Landesamt für Denkmalpflege geführt wird. Die folgenden Angaben ersetzen nicht die rechtsverbindliche Auskunft der Denkmalschutzbehörde.
 Die Liste gibt den Fortschreibungsstand vom 4. Juni 2019 wieder und umfasst vierzehn Baudenkmäler.

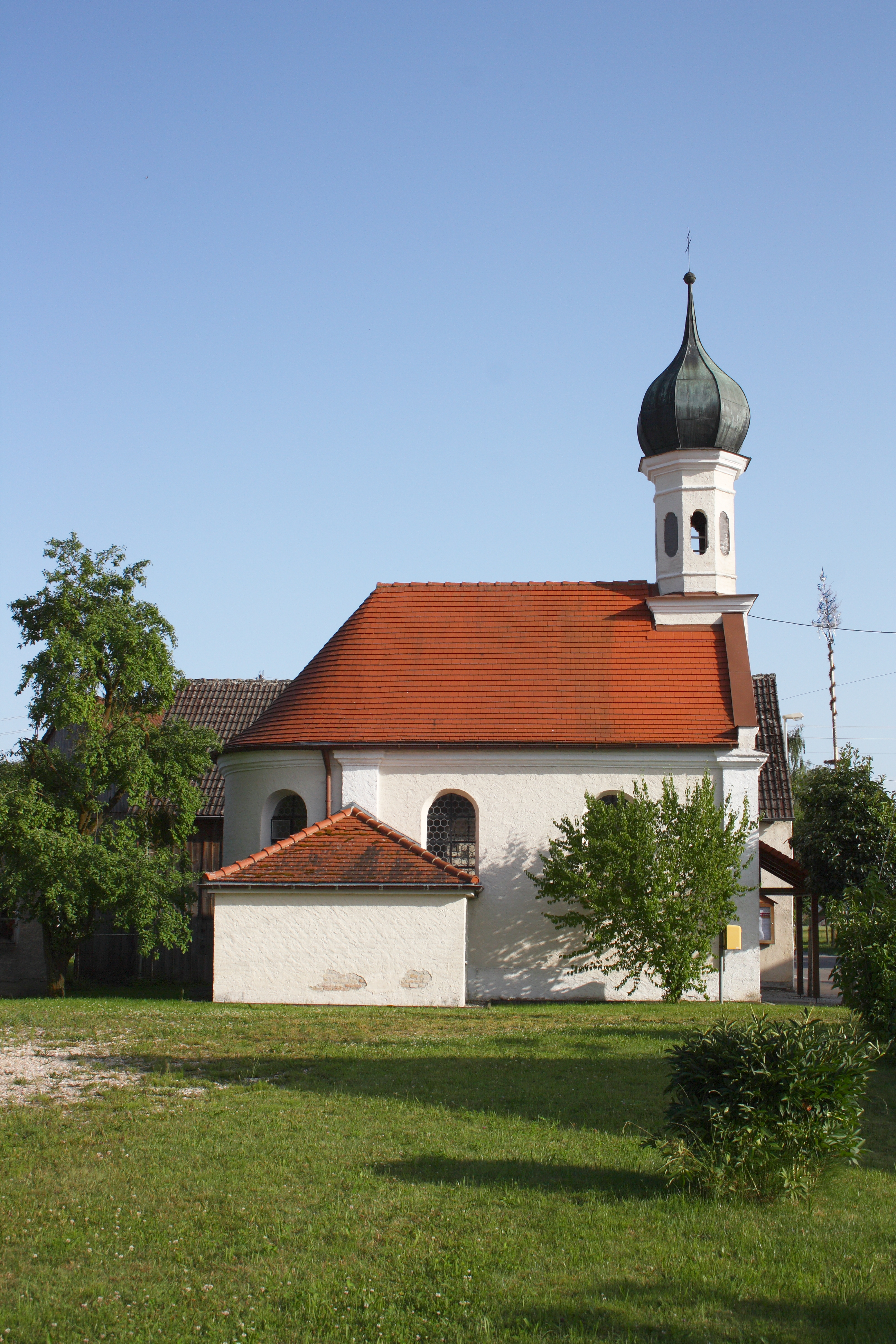
St. Wendelin in Hagenried

## Baudenkmäler nach Ortsteilen

### Münsterhausen
| Lage                                | Objekt                                                                          | Beschreibung | Akten-Nr.     | Bild                                                                            |
| ----------------------------------- | ------------------------------------------------------------------------------- | --- | ------------- | ------------------------------------------------------------------------------- |
| Hauptstraße 8 (Standort)            | Ehemaliges Bauernhaus                                                           | Giebelständiger Einfirsthof mit zweigeschossigem Wohnteil, Anfang 19. Jahrhundert, später verändert. | D-7-74-160-1  | Ehemaliges Bauernhaus                                                           |
| Kirchenstraße 7 (Standort)          | Ehemaliger Gasthof zur Sonne                                                    | Stattlicher, zweigeschossiger Satteldachbau in Ecklage, mit Giebelgesimsen, hakenförmig angebauter Stadel, Ende 18. Jahrhundert, 1913 nach Brand erneuert. | D-7-74-160-4  | Ehemaliger Gasthof zur Sonne                                                    |
| Kirchenstraße 17 (Standort)         | Katholische Pfarrkirche St. Peter und Paul                                      | Gedrungene Pseudobasilika mit eingezogenem Chor mit Dreiseitschluss, Turmuntergeschoss und Westteil des Chors zweite Hälfte 15. Jahrhundert, Nordteil des Langhauses zweite Hälfte 16. Jahrhundert, Verlängerung des Chores nach Osten, Erweiterung des Langhauses nach Süden und oktogonales Turmobergeschoss mit Zwiebelhaube, wohl Ende 17. Jahrhundert, klassizistische Umgestaltung 1795/96; neubarocke Umgestaltung 1894; mit Ausstattung. | D-7-74-160-5  | weitere Bilder                                                                  |
| Kirchenstraße 27 (Standort)         | Bauernhaus                                                                      | Giebelständiger Einfirsthof mit zweigeschossigem Wohnteil, Giebel als Fachwerkkonstruktion, um 1700. | D-7-74-160-6  | Bauernhaus                                                                      |
| Reichertsrieder Straße 1 (Standort) | Pfarrhaus                                                                       | Stattlicher, zweigeschossiger Walmdachbau, Ende 18. Jahrhundert; Pfarrstadel, Massivbau mit Walmdach und Stichbogeneinfahrt, 18. Jahrhundert. | D-7-74-160-7  | Pfarrhaus                                                                       |
| Schloßberg 5 (Standort)             | Sogenanntes Bedienstetenhaus, ehemaliges Gartenhaus des Schlosses Münsterhausen | Imposanter zum ehemaligen Burgstall zweigeschossiger, durch Überbauung der südlichen Futtermauer zum Garten viergeschossiger Walmdachbau mit Eckgliederung, im Kern 18. Jahrhundert, 1882 Erweiterung um zwei Achsen nach Westen, 1943 nochmalige Erweiterungen nach Norden. | D-7-74-160-16 | Sogenanntes Bedienstetenhaus, ehemaliges Gartenhaus des Schlosses Münsterhausen |
| Thannhauser Straße 5 (Standort)     | Katholische Wallfahrtskirche Unserer Lieben Frau                                | Hoher Satteldachbau mit Pilastergliederung, Volutenschweifgiebel und oktogonalem Dachreiter mit Zwiebelhaube und östlich angeschlossener Gnadenkapelle, achteckiger Zentralbau mit Zeltdach, jetzt Chor, Gnadenkapelle 1699, Saalbau 1700/08 wohl von Valerian Brenner; mit Ausstattung. | D-7-74-160-17 | weitere Bilder                                                                  |
| Thannhauser Straße 9 (Standort)     | Benefiziatenhaus                                                                | Stattlicher zweigeschossiger Walmdachbau, 1710. | D-7-74-160-9  | Benefiziatenhaus                                                                |
| Thannhauser Straße 14 (Standort)    | Hausmadonna                                                                     | Zweites Viertel 18. Jahrhundert. | D-7-74-160-10 | BW                                                                              |
| Thannhauser Straße 20 (Standort)    | Ehemaliger Gasthof zum Lamm, jetzt Wohnhaus                                     | Stattlicher giebelständiger zweigeschossiger Satteldachbau, Erdgeschoss massiv, Obergeschoss und Ostgiebel Fachwerk, um 1700. | D-7-74-160-11 | Ehemaliger Gasthof zum Lamm, jetzt Wohnhaus                                     |

### Häuserhof
| Lage                                        | Objekt                  | Beschreibung                                                                                  | Akten-Nr.     | Bild           |
| ------------------------------------------- | ----------------------- | --------------------------------------------------------------------------------------------- | ------------- | -------------- |
| Von Münsterhausen nach Häuserhof (Standort) | Historische Ausstattung | Zweites Viertel 18. Jahrhundert; in der 1994 neu gebauten Feldkapelle am Südende des Weilers. | D-7-74-160-12 | weitere Bilder |

### Hagenried
| Lage                    | Objekt                           | Beschreibung | Akten-Nr.     | Bild           |
| ----------------------- | -------------------------------- | --- | ------------- | -------------- |
| Hagenried 17 (Standort) | Katholische Kapelle St. Wendelin | Rechteckiger Saalbau mit Pilastergliederung und oktogonalem Dachreiter mit Zwiebelhaube, 1728; mit Ausstattung. | D-7-74-160-13 | weitere Bilder |

### Oberhagenried
| Lage                        | Objekt     | Beschreibung                                                                                            | Akten-Nr.     | Bild           |
| --------------------------- | ---------- | --- | ------------- | -------------- |
| In Oberhagenried (Standort) | Hofkapelle | Kleiner neugotische Rechteckbau mit Dreiseitschluss und Giebelreiter über Konsolen mit Spitzhelm, 1893. | D-7-74-160-14 | weitere Bilder |

### Reichertsried
| Lage                        | Objekt                                   | Beschreibung                                                                            | Akten-Nr.     | Bild           |
| --------------------------- | ---------------------------------------- | --------------------------------------------------------------------------------------- | ------------- | -------------- |
| Reichertsried 15 (Standort) | Katholische Kapelle Unseres zu Herrn Ruh | Mit halbrund geschlossenem Chor und Dachreiter, Mitte 18. Jahrhundert; mit Ausstattung. | D-7-74-160-15 | weitere Bilder |

## Ehemalige Baudenkmäler
In diesem Abschnitt sind Objekte aufgeführt, die früher einmal in der Denkmalliste eingetragen waren, jetzt aber nicht mehr. Objekte, die in anderem Zusammenhang also z. B. als Teil eines Baudenkmals weiter eingetragen sind, sollen hier nicht aufgeführt werden. Aktennummern in diesem Abschnitt sind ehemalige, jetzt nicht mehr gültige Aktennummern.

| Lage                                   | Objekt                                                   | Beschreibung | Akten-Nr. | Bild |
| -------------------------------------- | -------------------------------------------------------- | ------------ | --------- | ---- |
| Münsterhausen Hauptstraße 9 (Standort) | Schlussstein des ehemaligen Steinportals der Hampp-Mühle | 1613.        |           | BW   |

## Abgegangene Baudenkmäler
In diesem Abschnitt sind Objekte aufgeführt, die früher einmal in der Denkmalliste eingetragen waren, jetzt aber nicht mehr existieren, z. B. weil sie abgebrochen wurden. Aktennummern in diesem Abschnitt sind ehemalige, jetzt nicht mehr gültige Aktennummern.

| Lage                                    | Objekt   | Beschreibung                    | Akten-Nr.    | Bild     |
| --------------------------------------- | -------- | ------------------------------- | ------------ | -------- |
| Münsterhausen Hauptstraße 44 (Standort) | Wohnhaus | Satteldachbau, 18. Jahrhundert. | D-7-74-160-3 | Wohnhaus |